# Huaca El Naranjal
Huaca El Naranjal es un sitio arqueológico ubicado en el distrito de Los Olivos en Lima, Perú.

## Huaca El Naranjal
A partir de los 25 pozos de cateo realizados en todo el asentamiento se determinó que esta huaca pertenece a un taller de alfareros. Se identificó como un sitio de elaboración de cerámica, por lo encontrado, como instalaciones (hornos, lugares de mezcla de arcilla, extensión para la mezcla de arcilla, zona de almacenamiento de combustible, sector de manufactura), materia prima (arcillas, agua, combustible, pigmentos, etc.), herramientas de manufactura (paletas, moldes, mesas, pinceles, etc.), desechos de producción (muchos fragmentos de cerámica, etc.) y algunos otros materiales.
La estratificación de esta huaca se delineó a partir de los 12 pozos de cateo en donde se encontraron 3 fases. La primera se encuentra relacionada con 6 contextos de desechos de producción, la segunda está relacionada con 2 contextos de desechos de producción y a una arquitectura de piedras canteadas, y finalmente la tercera fase vinculada a una construcción de arquitectura de tapia y contexto de relleno. El depósito de cerámica solo se encontró dentro de las 2 primeras fases dentro del asentamiento Ychsma y la última se encuentra asociada a una construcción de arquitectura monumental. 

## Ubicación geográfica
El sitio arqueológico El Naranjal, denominado también huaca El Naranjal, se encuentra ubicada en el departamento de Lima, provincia de Lima, distrito Los Olivos en el cruce de la Av. Próceres con C. 50 y el Pje. 54A.

## Cronología|
A partir de las investigaciones realizadas esta huaca Naranjal pertenece al primer desarrollo regional (900 a 1400 años d. C.) y Horizonte Tardío. Relacionados con la cultura Ychsma y la cultura Inca observadas en el desarrollo de su cerámica.

## Investigaciones
Esta huaca estuvo por mucho tiempo sin que se realizasen investigaciones al respecto, fue a partir del 2004 y 2006 que se ejecutaron las primeras excavaciones e investigaciones encaminadas por el Dr. Miguel Cornejo Guerrero, quien dirigió el Proyecto de Evaluación Arqueológica con Excavaciones Huaca Naranjal. En el cual se realizaron 25 pozos de cateo distribuidos aleatoriamente dentro del asentamiento.

## Grado de producción
Para denominarlo un centro de producción es importante conocer la escala de producción, la intensidad de la producción, y la manera de realizar la producción, pero se vio imposibilitado por la metodología de excavación y de la nuestra. Sin embargo, debido a la gran cantidad de contextos de desechos hallados en esta huaca se pudo determinar la escala que alcanzó. Y los resultados muestran que esta huaca durante la fase 1 y fase 2 desarrolló una gran producción de cerámica que se propagó más allá del consumo local interno.

## Actualidad
Actualmente, año 2022, a partir del acercamiento a la misma huaca se observa que hubo un proceso de restauración y mantenimiento, ya que posee murallas y algunos carteles fuera de ella, señalando lo que significa y concientizando a los vecinos a cuidarlo. Pero posteriormente se dio un abandono por parte del distrito, ya que al acercarse a la huaca se observa basura, bolsas de cemento, las murallas por caerse o en algunos casos ya se han desplomado y la muralla tampoco cubre toda la huaca. El área de la huaca El Naranjal está ocupado por una asociación, una zona deportiva y muchas familias que suman alrededor de 250.
{{Imagen múltiple
```
  
| posición_tabla    = center
```

| dirección         = horizontal
| color de fondo    = #EEFFGG o yellow
| título            = Huaca Naranjal, Los Olivos
| posición_título   = center
| fondo_de_título   = 
| texto             = 
| posición          = 
| fondo_de_texto    = 
| ancho             = 
| foto1             = Huaca Naranjal (la parte posterior).jpg
| ancho1            = 300
| texto1            = La parte posterior
| alineación_texto1 = center
| foto2             = Huaca Naranjal ( la parte superior).jpg
| ancho2            = 300
| texto2            = La parte superior
| alineación_texto2 = center
| foto3             = Huaca Naranjal - Los Olivos.jpg
| ancho3            = 300
| texto3            = Parte superior
| alineación_texto3 = center
| foto4             = 
| ancho4            = 
| texto4            = 
| alineación_texto4 = 
| foto5             = 
| ancho5            = 
| texto5            = 
| alineación_texto5 = 
}}